# 喜暖半線脂鯉
喜暖半線脂鯉，為輻鰭魚綱脂鯉目脂鯉亞目脂鯉科的其中一個種，為熱帶淡水魚，分布於南美洲Arapiuns河、Tapajós河及亞馬遜河流域，體長可達3公分，棲息水淺且植被生長的水域，屬雜食性，以昆蟲及植物等為食，生活習性不明。

## 扩展阅读
- 維基物種上的相關：喜暖半線脂鯉